# Fiat Tagliero
O Fiat Tagliero é um posto de abastecimento em estilo futurista concluído em 1938, localizado em Asmara, capital da Eritreia, e projetado pelo engenheiro italiano Giuseppe Pettazzi, como um aceno arquitetônico à fábrica da Fiat Lingotto em Turim.

## História
Embora o edifício tenha sido concebido desde o início como um simples posto de gasolina, Pettazzi o projetou de acordo com formas futuristas que lembram a forma de um avião. Giovanni Tagliero foi o diretor da fábrica local da FIAT, que viveu na Eritreia até 1974.
O edifício consiste em uma torre central, que incorpora o escritório e a loja, de cujos lados existem duas consolas de 15 metros de extensão. As asas são feitas de concreto armado e não são sustentadas estruturalmente. De acordo com as leis em vigor na Itália (e, portanto, também na Eritreia, na época colônia italiana) em 1930, as asas deveriam ter sido apoiadas; nos desenhos técnicos do edifício, descobertos em 2001, existem de fato os pilares de madeira de apoio. No dia anterior à sua inauguração, os trabalhadores que haviam completado as consolas se recusaram a remover os suportes usados durante a fase de construção, temendo que as estruturas entrassem em colapso, de modo que Pettazzi tivesse que ameaçar o fabricante com um revólver para convencê-lo.
Após oitenta anos, o edifício, entre os mais famosos da capital eritreia, ainda está estruturalmente sólido; não sendo danificado durante os numerosos conflitos que atingiram o Chifre da África no século XX, como a Campanha da África Oriental na Segunda Guerra Mundial e a Guerra de Independência da Eritreia. Em 2003, uma restauração foi realizada. Como ativo nacional de valor histórico, o edifício, de propriedade da Royal Dutch Shell, foi classificado pelas autoridades da Eritreia na categoria I; nenhuma de suas partes pode ser modificada de maneira alguma, embora o interior tenha sido mortificado ao longo dos anos por paredes que dividem o ambiente em algumas salas pequenas. É um dos edifícios Art Deco que deram à cidade de Asmara a aprovação da UNESCO para ser um Patrimônio Mundial em julho de 2017.

## Importância
O edifício inspirou várias iniciativas artísticas e culturais na Eritreia, na Itália e no resto do mundo. Entre os exemplos mais marcantes do contraste entre primitivismo e modernismo na época de sua construção, ao longo dos anos, inspirou muitas arquiteturas na capital. Essa influência, combinada com o estilo e a tecnologia aplicada a ela, ajudou a cunhar o apelido de "nave espacial colonial". Suas formas inspiraram elementos de decoração e uma exposição realizada em Milão em 2010, onde o edifício foi escolhido como um ícone do colonialismo italiano na Eritreia em uma retrospectiva fotográfica que destacava precisamente a relação, agora esquecida, entre o Itália e a então colônia africana.
O edifício é definido como um símbolo de vanguarda tecnológica. Entre a população, existe a crença de que o arquiteto Giuseppe Pettazzi foi "enviado" para a província africana porque era muito avançado e, portanto, "desconfortável" para o regime fascista na época no poder na Itália.

## Galeria

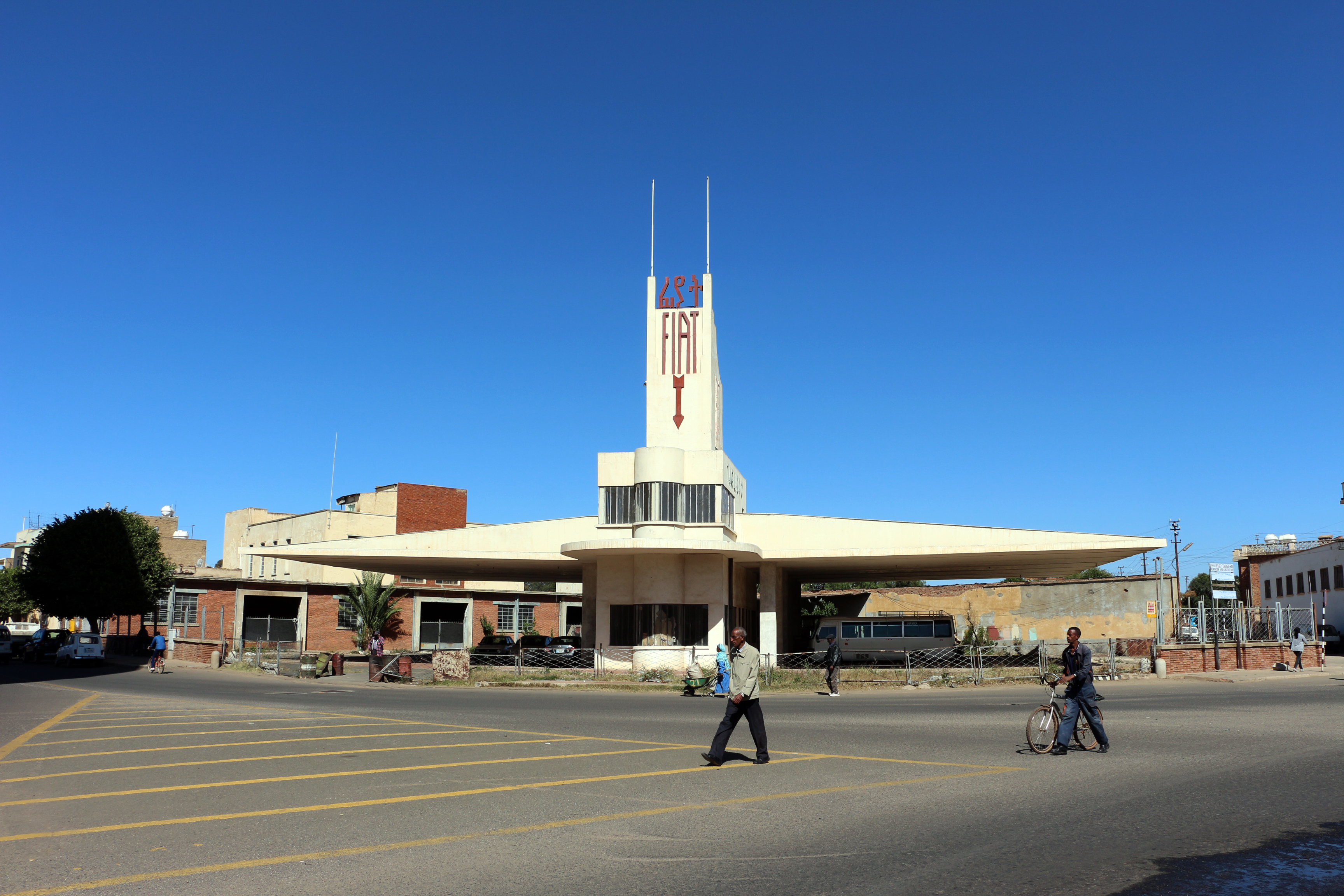
Visão frontal
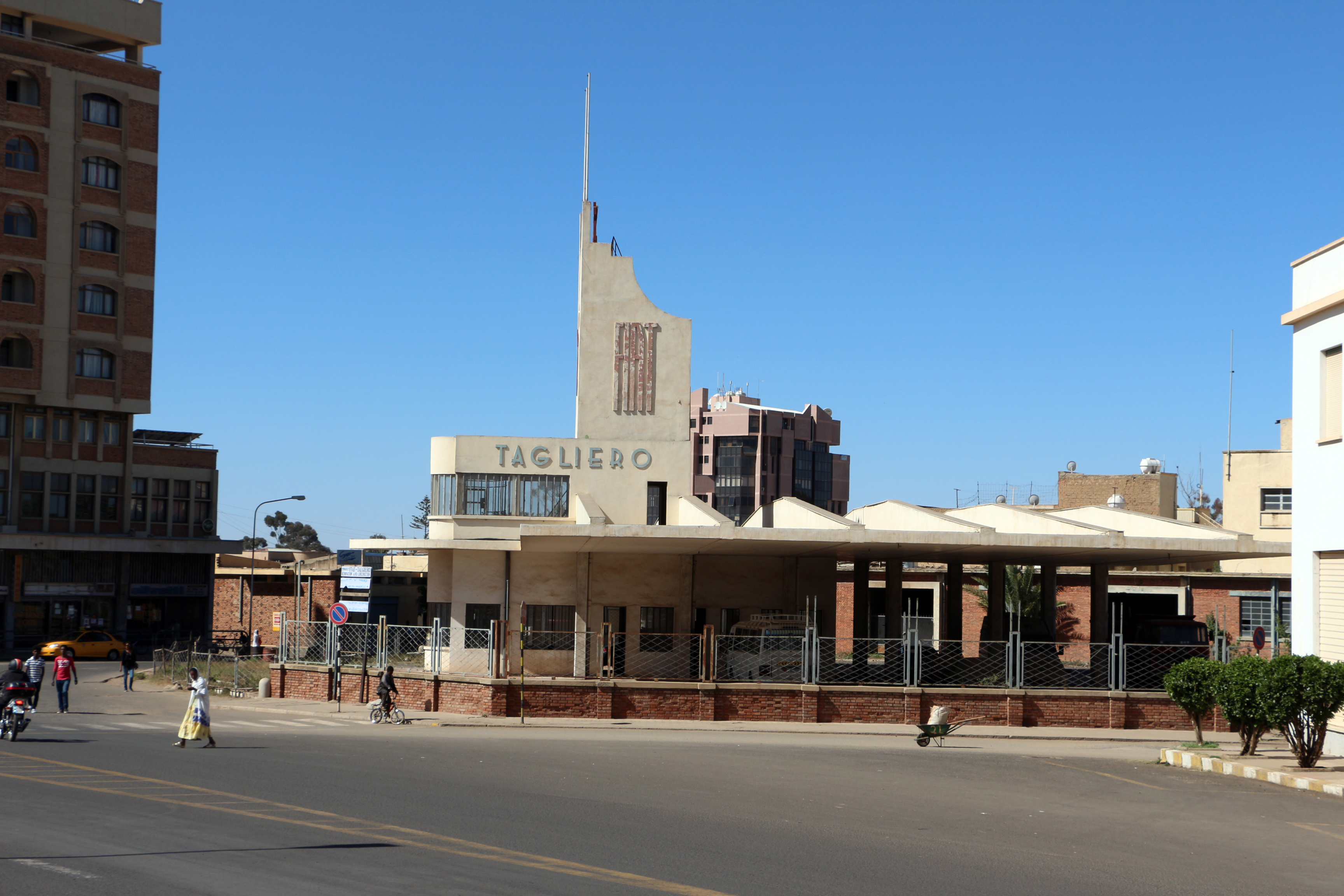
Visão lateral
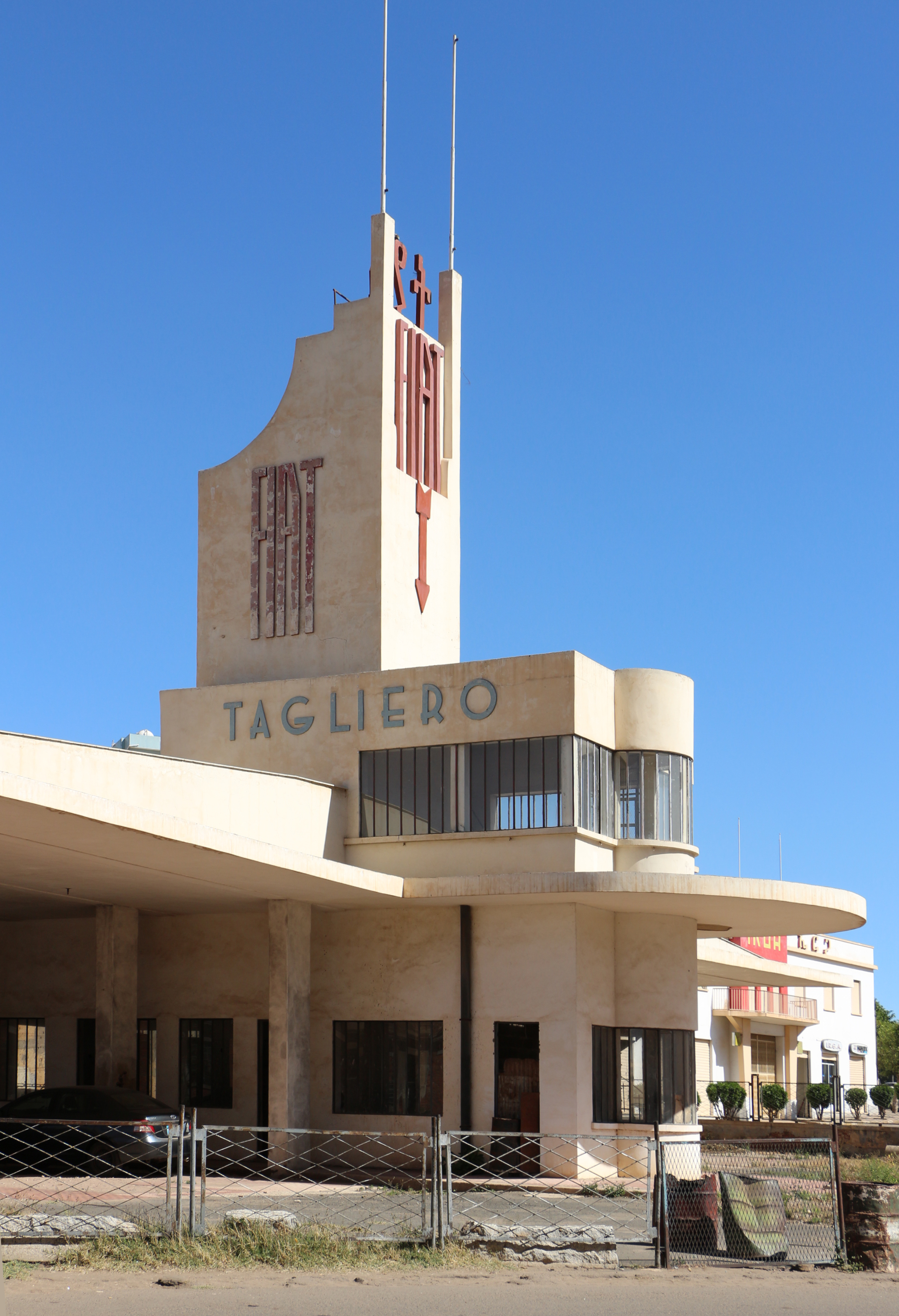
visão lateral
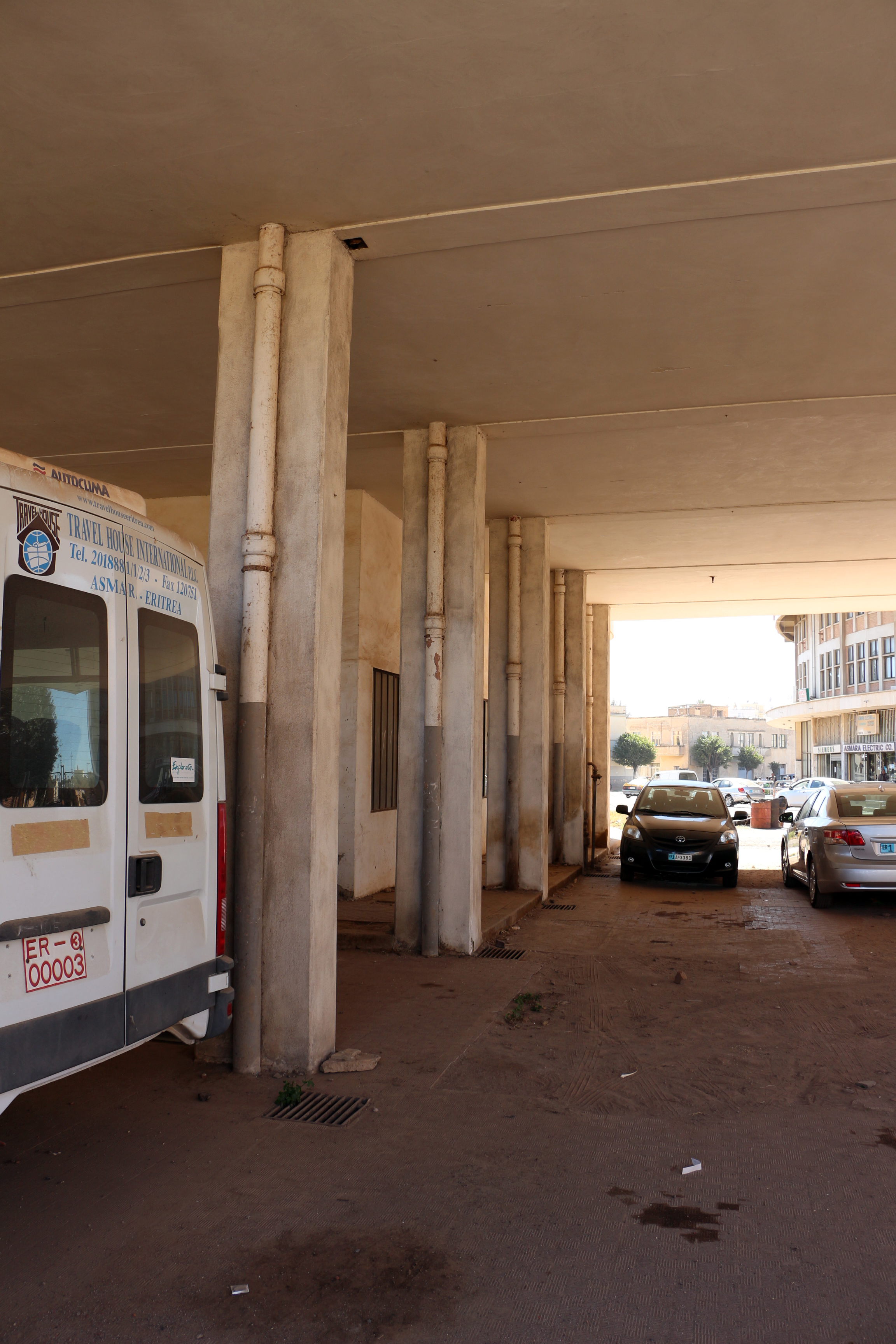
Estrutura sob a asa
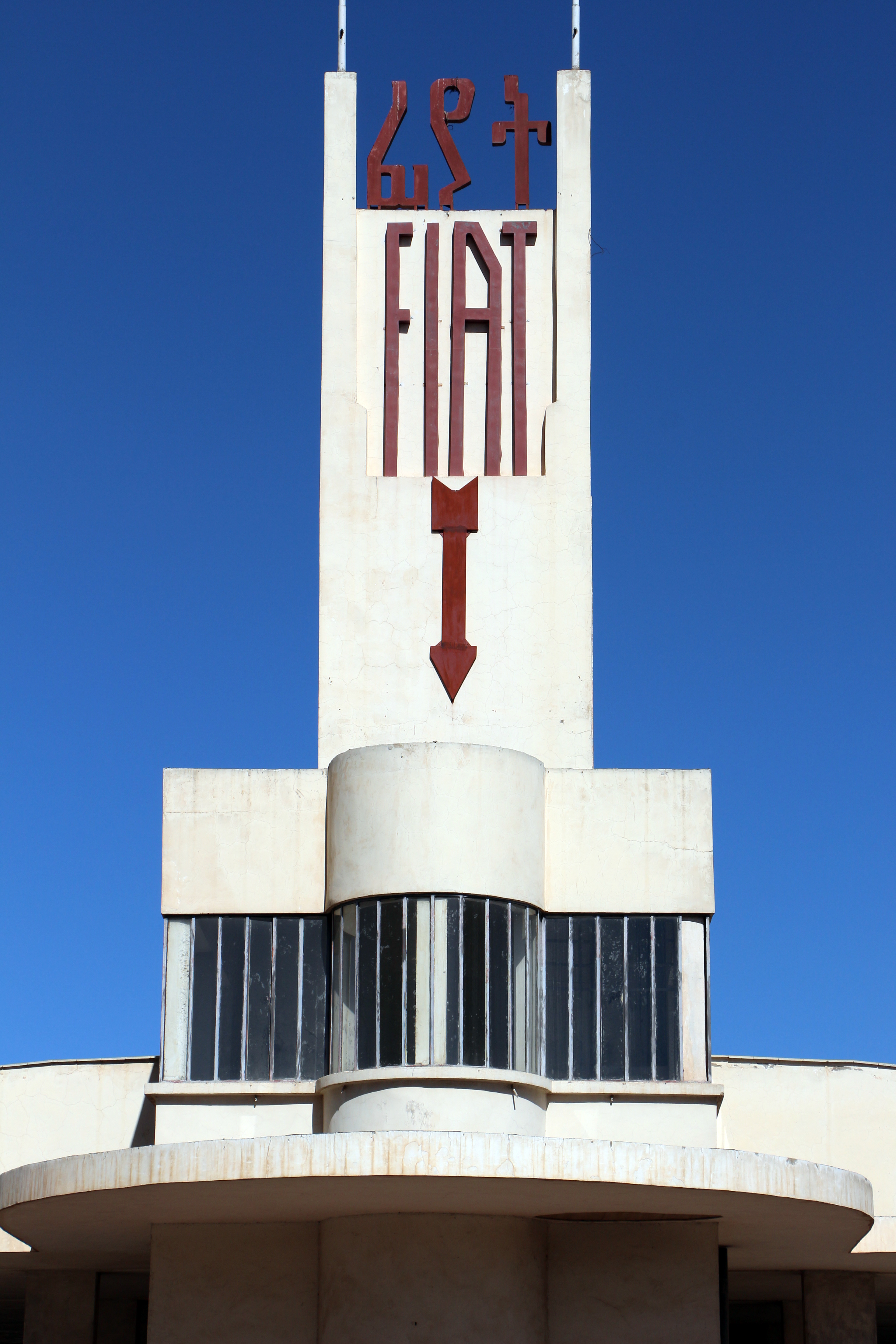
Detalhe da torre
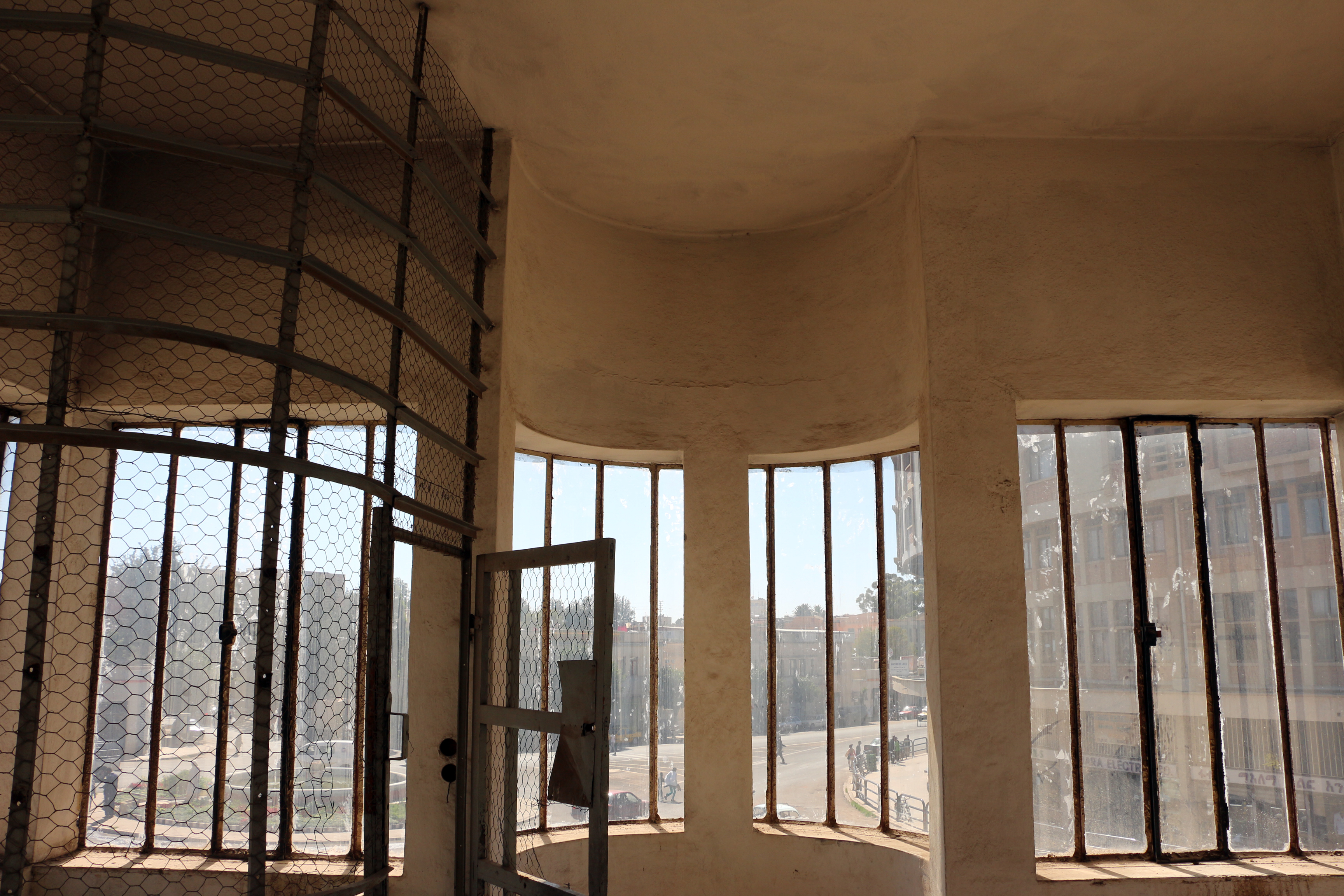
Interior do edifício